# Liste von Synagogen in Polen
Die Liste von Synagogen in Polen enthält ehemalige und bestehende Synagogen im heutigen Polen. Bei dem Erbauungsjahr ist das Jahr der Fertigstellung angegeben; bei den kursiv dargestellten Jahreszahlen handelt es sich um ungefähre Werte.
Bei der großen Zahl ehemaliger Synagogen und Bethäuser auf dem Gebiet Polens kann diese Liste nur einen kleinen Teil davon enthalten.
Navigation: Ermland-Masuren Großpolen
Heiligkreuz Karpatenvorland Kleinpolen
Kujawien-Pommern Lebus Lodz Lublin
Masowien Warschau Niederschlesien Oppeln Podlachien Pommern Schlesien
Westpommern
| Stadt (Lage)                                | Woiwodschaft                        | Name ()                                  | Erbaut | Zerstört | Bemerkung (WLM-ID)                                                                 | Bild                  |
| ------------------------------------------- | ----------------------------------- | ---------------------------------------- | ------ | -------- | ---------------------------------------------------------------------------------- | --------------------- |
|                                             |                                     |                                          |        |          |                                                                                    |                       |
| Woiwodschaft Ermland-Masuren                |                                     |                                          |        |          |                                                                                    |                       |
| Barczewo Wartenburg in Ostpreußen (⊙)       | Warmińsko-mazurskie Ermland-Masuren | Synagoge ()                              | 1847   |          | Heute Kunstgalerie (ID: 647826)                                                    | Weitere Bilder        |
| Dąbrówno Gilgenburg (⊙)                     | Warmińsko-mazurskie Ermland-Masuren | Synagoge ()                              | 1815   |          | Nach WK II Lagerhaus; verfallen                                                    | Weitere Bilder        |
| Działdowo Soldau (⊙)                        | Warmińsko-mazurskie Ermland-Masuren | Synagoge ()                              | 1874   |          | Nach Krieg zunächst Kino, seit 2002 Geschäft                                       |                       |
| Olsztyn Allenstein (⊙)                      | Warmińsko-mazurskie Ermland-Masuren | Synagoge ()                              | 1834   | 1938     | Synagoge in ul. Grunwaldzka 9 bei den Novemberpogromen niedergebrannt              |                       |
| Orneta Wormditt (⊙)                         | Warmińsko-mazurskie Ermland-Masuren | Neue Synagoge ()                         | 1890   |          | Heute Wohngebäude                                                                  |                       |
| Woiwodschaft Großpolen                      |                                     |                                          |        |          |                                                                                    |                       |
| Bojanowo                                    | Wielkopolska Großpolen              | Synagoge                                 | 1859   |          | Heute Kunstgalerie                                                                 |                       |
| Buk                                         | Wielkopolska Großpolen              | Synagoge                                 | 1908   |          |                                                                                    |                       |
| Chodzież Colmar                             | Wielkopolska Großpolen              | Synagoge                                 | 1837   | 1941     | Im WK II von deutschen Besatzern zerstört                                          |                       |
| Czarnków Czarnikau                          | Wielkopolska Großpolen              | Synagoge                                 | 1878   | 1939     | Im WK II von deutschen Besatzern zerstört                                          |                       |
| Dąbie Dabie                                 | Wielkopolska Großpolen              | Synagoge                                 | 1890   |          | Heute Wohnhaus                                                                     |                       |
| Gniezno Gnesen                              | Wielkopolska Großpolen              | Synagoge                                 | 1846   | 1940     | Im WK II von deutschen Besatzern zerstört                                          |                       |
| Jarocin                                     | Wielkopolska Großpolen              | Synagoge                                 | 1843   |          | Nach WK II als Lagerhaus bzw. Sporthalle genutzt                                   |                       |
| Kalisz Kalisch                              | Wielkopolska Großpolen              | Große Synagoge                           | 1852   | 1940     | Im WK II von deutschen Besatzern zerstört                                          |                       |
| Kalisz Kalisch                              | Wielkopolska Großpolen              | Neue Synagoge                            | 1911   | 1940     | Im WK II von deutschen Besatzern zerstört                                          |                       |
| Kępno Kempen                                | Wielkopolska Großpolen              | Synagoge                                 | 1816   |          | Verfällt                                                                           |                       |
| Koło Kolo                                   | Wielkopolska Großpolen              | Synagoge                                 | 1860   | 1939     | Im WK II von deutschen Besatzern zerstört                                          |                       |
| Konin                                       | Wielkopolska Großpolen              | Neue Synagoge                            | 1883   |          | Heute Buchhandlung                                                                 |                       |
| Konin                                       | Wielkopolska Großpolen              | Synagoge                                 | 1829   |          | Teile der ursprünglichen Wandmalerei erhalten                                      |                       |
| Kórnik Kurnik                               | Wielkopolska Großpolen              | Synagoge                                 | 1767   | 1939     | Von deutschen Besatzern geordnet abgerissen                                        |                       |
| Leszno Lissa                                | Wielkopolska Großpolen              | Neue Synagoge                            | 1799   |          | 1956 Äußeres stark verändert; heute Museum                                         |                       |
| Mikstat Mixstadt                            | Wielkopolska Großpolen              | Synagoge                                 | 1905   | 1939     | Von deutschen Besatzern zerstört                                                   |                       |
| Mosina Moschin                              | Wielkopolska Großpolen              | Synagoge                                 | 1880   |          | Im WK II teilweise zerstört; dann lange Ladengeschäft; heute Museum                |                       |
| Murowana Goślina Murowana Goslin            | Wielkopolska Großpolen              | Synagoge                                 | 1847   | 1940     | Im WK II von deutschen Besatzern zerstört                                          |                       |
| Obrzycko Obersitzko                         | Wielkopolska Großpolen              | Synagoge                                 | 1850   |          | Im WK II verwüstet; heute Kino                                                     |                       |
| Odolanów Adelnau                            | Wielkopolska Großpolen              | Synagoge                                 | 1828   |          | Im WK II verwüstet; danach Wohn- und Lagerhaus; heute Ruine                        |                       |
| Ostrów Wielkopolski Ostrowo                 | Wielkopolska Großpolen              | Neue Synagoge                            | 1860   |          | Im WK II beschädigt; heute renoviert                                               |                       |
| Piła Schneidemühl                           | Wielkopolska Großpolen              | Synagoge                                 | 1841   | 1938     | Bei den Novemberpogromen niedergebrannt                                            |                       |
| Poznań Posen                                | Wielkopolska Großpolen              | Neue Synagoge                            | 1841   |          | Im und nach WK II umgebaut und anders genutzt                                      |                       |
| Rawicz Rawitsch                             | Wielkopolska Großpolen              | Synagoge                                 | 1889   | 1941     | Im WK II zerstört                                                                  |                       |
| Słupca Slupca                               | Wielkopolska Großpolen              | Synagoge                                 | 1875   |          | Im WK II verwüstet; später für unterschiedliche Zwecke verwendet                   |                       |
| Turek                                       | Wielkopolska Großpolen              | Synagoge                                 | 1855   |          | Im WK II verwüstet; später Kaufhaus, Kino                                          |                       |
| Września Wreschen                           | Wielkopolska Großpolen              | Synagoge                                 | 1855   | 1940     | Im WK II von deutschen Besatzern zerstört                                          |                       |
| Zbąszyń Bentschen                           | Wielkopolska Großpolen              | Synagoge                                 | 1890   |          | In den 1960er Jahren zu Wohnhaus umgebaut                                          |                       |
| Złotów Flatow                               | Wielkopolska Großpolen              | Synagoge                                 | 1879   | 1938     | Bei den Novemberpogromen zerstört                                                  |                       |
| Woiwodschaft Heiligkreuz                    |                                     |                                          |        |          |                                                                                    |                       |
| Busko-Zdrój                                 | Świętokrzyskie Heiligkreuz          | Synagoge                                 | 1929   |          | Heute Geschäft                                                                     |                       |
| Chęciny                                     | Świętokrzyskie Heiligkreuz          | Synagoge                                 | 1638   |          | Im 19. Jh. vergrößert; heute Kulturhaus                                            |                       |
| Chmielnik                                   | Świętokrzyskie Heiligkreuz          | Synagoge                                 | 1634   |          | Heute jüdisches Museum                                                             |                       |
| Działoszyce                                 | Świętokrzyskie Heiligkreuz          | Synagoge                                 | 1852   |          | Verfallen                                                                          |                       |
| Kielce                                      | Świętokrzyskie Heiligkreuz          | Synagoge                                 | 1903   |          | Nach WK II umgebaut                                                                |                       |
| Klimontów                                   | Świętokrzyskie Heiligkreuz          | Synagoge                                 | 1851   |          |                                                                                    |                       |
| Końskie                                     | Świętokrzyskie Heiligkreuz          | Synagoge                                 | 1780   | 1939     | Eine der eindrucksvollsten Holzsynagogen; von deutschen Truppen abgebrannt         |                       |
| Nowy Korczyn                                | Świętokrzyskie Heiligkreuz          | Synagoge                                 | 1659   |          | Im WK II verwüstet; Ruine als Denkmal                                              |                       |
| Opatów                                      | Świętokrzyskie Heiligkreuz          | Synagoge                                 | 1633   | 1955     | Im WK II verwüstet; Ruine in 1950er Jahren abgerissen                              |                       |
| Ożarów                                      | Świętokrzyskie Heiligkreuz          | Synagoge                                 | 1790   |          | Im WK II verwüstet; später zu Kino umgebaut, heute Lager und Geschäft              |                       |
| Pińczów                                     | Świętokrzyskie Heiligkreuz          | Alte Synagoge                            | 1609   |          | Restauriert                                                                        |                       |
| Połaniec                                    | Świętokrzyskie Heiligkreuz          | Synagoge                                 | 1757   | 1941     | Im WK II zerstört; Replika steht in Sanok                                          |                       |
| Raków                                       | Świętokrzyskie Heiligkreuz          | Synagoge                                 | 1825   | 1939     | Im WK II von deutschen Besatzern niedergebrannt                                    |                       |
| Sandomierz                                  | Świętokrzyskie Heiligkreuz          | Synagoge                                 | 1768   |          | Im WK II stark beschädigt, nach Wiederaufbau staatliches Archiv                    |                       |
| Szydłów                                     | Świętokrzyskie Heiligkreuz          | Synagoge                                 | 1564   |          | Heute Kulturzentrum                                                                |                       |
| Wodzisław                                   | Świętokrzyskie Heiligkreuz          | Synagoge                                 | 1622   |          | Heute Ruine                                                                        |                       |
| Woiwodschaft Niederschlesien                |                                     |                                          |        |          |                                                                                    |                       |
| Bierutów Bernstadt an der Weide             | Dolnośląskie Niederschlesien        | Synagoge                                 | 1809   |          | Heute Fitness-Zentrum                                                              |                       |
| Bolesławiec Bunzlau                         | Dolnośląskie Niederschlesien        | Synagoge                                 | 1809   | 1938     | Bei den Novemberpogromen niedergebrannt                                            |                       |
| Dzierżoniów Reichenbach im Eulengebirge     | Dolnośląskie Niederschlesien        | Synagoge                                 | 1809   |          | 1935 verkauft; diverse Nutzungen                                                   |                       |
| Głogów Glogau                               | Dolnośląskie Niederschlesien        | Synagoge                                 | 1892   | 1938     | Bei den Novemberpogromen niedergebrannt                                            |                       |
| Kamienna Góra Landeshut                     | Dolnośląskie Niederschlesien        | Synagoge                                 | 1858   | 1938     | Bei den Novemberpogromen niedergebrannt                                            |                       |
| Kłodzko Glatz                               | Dolnośląskie Niederschlesien        | Synagoge                                 | 1885   | 1938     | Bei den Novemberpogromen niedergebrannt                                            |                       |
| Kowary Schmiedeberg im Riesengebirge        | Dolnośląskie Niederschlesien        | Synagoge                                 | 1885   |          | In WW II teils zerstört; heute Lagergebäude                                        |                       |
| Oleśnica Oels                               | Dolnośląskie Niederschlesien        | Synagoge                                 | 1390   |          | Heute Kirche der Pfingstbewegung                                                   |                       |
| Strzegom Striegau                           | Dolnośląskie Niederschlesien        | Synagoge                                 | 1392   |          | Seit 1454 Kirche St. Barbara                                                       |                       |
| Wrocław Breslau                             | Dolnośląskie Niederschlesien        | Landschule                               | 1741   | 1938     | Bei den Novemberpogromen niedergebrannt                                            |                       |
| Wrocław Breslau                             | Dolnośląskie Niederschlesien        | Zülzer Synagoge                          | 1732   | 1945     | Synagoge bis 1893, Gebäude 1945 zerstört                                           |                       |
| Wrocław Breslau                             | Dolnośląskie Niederschlesien        | Synagoge zum Weißen Storch               | 1829   |          |                                                                                    |                       |
| Wrocław Breslau                             | Dolnośląskie Niederschlesien        | Neue Synagoge                            | 1872   | 1938     | Bei den Novemberpogromen zerstört                                                  |                       |
| Ząbkowice Śląskie Frankenstein              | Dolnośląskie Niederschlesien        | Synagoge                                 | 1860   | 1938     | Bei den Novemberpogromen zerstört                                                  |                       |
| Ziębice Münsterberg                         | Dolnośląskie Niederschlesien        | Synagoge                                 | 1845   |          | Nach 1933 Getreidesilo; ab 1946 wieder Synagoge; seit ca. 1960 leerstehend         |                       |
| Woiwodschaft Oppeln                         |                                     |                                          |        |          |                                                                                    |                       |
| Biała Zülz                                  | Opolskie Oppeln                     | Synagoge                                 | 1774   | 1939     | Seit 1914 leerstehend; 1939 verkauft, dann abgerissen                              |                       |
| Brzeg Brieg                                 | Opolskie Oppeln                     | Synagoge                                 | 1799   |          | 1940 zu Wohnhaus umgebaut                                                          |                       |
| Głogówek Oberglogau                         | Opolskie Oppeln                     | Synagoge                                 | 1869   |          | Nach WK II: Lager, Geschäft, Wohnungen                                             |                       |
| Głubczyce Leobschütz                        | Opolskie Oppeln                     | Synagoge                                 | 1865   | 1938     | Bei den Novemberpogromen niedergebrannt                                            |                       |
| Kluczbork Kreuzburg O.S.                    | Opolskie Oppeln                     | Alte Synagoge                            | 1886   | 1938     | Bei den Novemberpogromen niedergebrannt                                            |                       |
| Koźle Cosel O.S.                            | Opolskie Oppeln                     | Synagoge                                 | 1886   | 1938     | Bei den Novemberpogromen niedergebrannt                                            |                       |
| Lewin Brzeski Löwen                         | Opolskie Oppeln                     | Synagoge                                 | 1907   | 1938     | Bei den Novemberpogromen niedergebrannt                                            |                       |
| Olesno Rosenberg                            | Opolskie Oppeln                     | Synagoge                                 | 1889   | 1938     | Bei den Novemberpogromen niedergebrannt                                            |                       |
| Opole Oppeln                                | Opolskie Oppeln                     | Synagoge Hospitalstraße                  | 1840   |          | 1897 durch Synagoge Hafenstraße ersetzt; profaniert                                |                       |
| Opole Oppeln                                | Opolskie Oppeln                     | Synagoge Hafenstraße                     | 1897   | 1938     | Bei den Novemberpogromen niedergebrannt                                            |                       |
| Praszka Praschkau                           | Opolskie Oppeln                     | Synagoge                                 | 1836   |          | Heute Kulturhaus                                                                   |                       |
| Prudnik Neustadt O.S.                       | Opolskie Oppeln                     | Synagoge                                 | 1877   | 1938     | Bei den Novemberpogromen zerstört                                                  |                       |
| Strzelce Opolskie Groß Strehlitz            | Opolskie Oppeln                     | Synagoge                                 | 1850   |          | Bei den Novemberpogromen Inneneinrichtung zerstört: heute Sporthalle               |                       |
| Woiwodschaft Podlachien                     |                                     |                                          |        |          |                                                                                    |                       |
| Augustów                                    | Podlaskie Podlachien                | Synagoge                                 | 1843   | 1941     | Im WK II zerstört                                                                  |                       |
| Białystok                                   | Podlaskie Podlachien                | Choral-Synagoge                          | 1834   | 1943     | Von den deutschen Besatzern zerstört                                               | sztetl.org.pl         |
| Białystok                                   | Podlaskie Podlachien                | Cytron-Synagoge                          | 1936   |          | Heute Kunstgalerie und Museum                                                      |                       |
| Białystok                                   | Podlaskie Podlachien                | Große Synagoge                           | 1913   | 1941     | Zusammen mit dort eingesperrten Juden in Brand gesteckt                            |                       |
| Białystok                                   | Podlaskie Podlachien                | Ner-Tamid-Synagoge                       | 1710   | 1941     | Von den deutschen Besatzern zerstört                                               |                       |
| Białystok                                   | Podlaskie Podlachien                | Piaskower-Synagoge                       | 1893   |          | Heute Esperantozentrum                                                             |                       |
| Ciechanowiec                                | Podlaskie Podlachien                | Synagoge                                 | 1875   |          | Heute für kulturelle Veranstaltungen genutzt                                       |                       |
| Czyżew                                      | Podlaskie Podlachien                | Synagoge                                 | 1900   |          | Heute Ladengeschäft                                                                |                       |
| Goniądz                                     | Podlaskie Podlachien                | Synagoge                                 | 1750   | 1941     | Im WK II von deutschen Besatzern niedergebrannt                                    |                       |
| Grajewo                                     | Podlaskie Podlachien                | Synagoge                                 | 1888   |          | Heute Kulturhaus                                                                   |                       |
| Janów Sokólski                              | Podlaskie Podlachien                | Synagoge (Janów Sokólski)                | 1740   | 1941     | Im WK II zerstört                                                                  |                       |
| Jedwabne                                    | Podlaskie Podlachien                | Alte Synagoge                            | 1770   | 1913     | Bei einem Brand zerstört                                                           |                       |
| Kolno                                       | Podlaskie Podlachien                | Synagoge                                 | 1850   |          | Im WK II beschädigt; nach 1945 Wiederaufbau; heute Hotel                           |                       |
| Krynki                                      | Podlaskie Podlachien                | Große Synagoge                           | 1850   | 1939     | Im WK II zerstört                                                                  |                       |
| Krynki                                      | Podlaskie Podlachien                | Kaukasische Synagoge                     | 1850   |          | Heute Kino und Kulturhaus                                                          |                       |
| Krynki                                      | Podlaskie Podlachien                | Synagoge der Slonimer Chassiden          | 1875   |          |                                                                                    |                       |
| Łomża                                       | Podlaskie Podlachien                | Große Synagoge                           | 1889   | 1939     | Im WK II von den deutschen Besatzern zerstört                                      |                       |
| Milejczyce                                  | Podlaskie Podlachien                | Synagoge                                 | 1927   |          | Heute Ruine                                                                        |                       |
| Orla                                        | Podlaskie Podlachien                | Synagoge                                 | 1754   |          |                                                                                    |                       |
| Stawiski                                    | Podlaskie Podlachien                | Große Synagoge                           | 1735   | 1942     | Im WK II von deutschen Besatzern zerstört                                          |                       |
| Sejny                                       | Podlaskie Podlachien                | Synagoge                                 | 1865   |          | Heute für Ausstellungen genutzt                                                    |                       |
| Sejny                                       | Podlaskie Podlachien                | Weiße Synagoge                           | 1885   |          | Heute für Ausstellungen genutzt                                                    |                       |
| Siemiatycze                                 | Podlaskie Podlachien                | Synagoge                                 | 1824   |          | Heute für Konzerte genutzt                                                         |                       |
| Śniadowo                                    | Podlaskie Podlachien                | Synagoge                                 | 1824   | 1916     | Im WK I von russischen Soldaten zerstört                                           |                       |
| Suchowola                                   | Podlaskie Podlachien                | Synagoge                                 | 1750   | 1941     | Im WK II zerstört                                                                  |                       |
| Tykocin                                     | Podlaskie Podlachien                | Große Synagoge                           | 1642   |          | Heute jüdisches Museum                                                             |                       |
| Tykocin                                     | Podlaskie Podlachien                | Kleine Synagoge                          | 1790   |          | Heute Stadtmuseum                                                                  |                       |
| Wysokie Mazowieckie                         | Podlaskie Podlachien                | Alte Synagoge                            | 1722   | 1875     | Wegen Baufälligkeit abgerissen                                                     |                       |
| Wysokie Mazowieckie                         | Podlaskie Podlachien                | Neue Synagoge                            | 1879   | 1939     | Im WK II von deutschen Besatzern zerstört                                          |                       |
| Zabłudów                                    | Podlaskie Podlachien                | Synagoge                                 | 1635   | 1941     | Im WK II von deutschen Besatzern in Brand gesteckt                                 |                       |
| Woiwodschaft Karpatenvorland                |                                     |                                          |        |          |                                                                                    |                       |
| Cieszanów                                   | Podkarpackie Karpatenvorland        | Synagoge                                 | 1889   |          |                                                                                    |                       |
| Dębica Dembitza                             | Podkarpackie Karpatenvorland        | Neustadtsynagoge                         | 1680   |          | Heute Ladengeschäft                                                                |                       |
| Dukla                                       | Podkarpackie Karpatenvorland        | Synagoge                                 | 1758   |          | Im WK II in Brand gesteckt; heute Ruine                                            |                       |
| Jarosław Jaroslaw                           | Podkarpackie Karpatenvorland        | Große Synagoge                           | 1810   |          | Heute Stadtbibliothek                                                              |                       |
| Jarosław Jaroslaw                           | Podkarpackie Karpatenvorland        | Kleine Synagoge                          | 1900   |          |                                                                                    |                       |
| Łańcut                                      | Podkarpackie Karpatenvorland        | Synagoge                                 | 1761   |          |                                                                                    |                       |
| Lesko                                       | Podkarpackie Karpatenvorland        | Synagoge                                 | 1746   |          |                                                                                    |                       |
| Mielec                                      | Podkarpackie Karpatenvorland        | Synagoge                                 | 1902   | 1943     | 1939 von deutschen Besatzern mit Insassen in Brand gesteckt; Ruine 1943 abgerissen |                       |
| Przeworsk                                   | Podkarpackie Karpatenvorland        | Synagoge                                 | 1629   | 1939     | Im WK II von den deutschen Besatzern in Brand gesteckt                             |                       |
| Rymanów                                     | Podkarpackie Karpatenvorland        | Synagoge                                 | 1675   |          | Restauriert                                                                        |                       |
| Rzeszów                                     | Podkarpackie Karpatenvorland        | Altstadtsynagoge                         | 1625   |          | Heute staatliches Archiv und Zentrum zur Erforschung jüdischer Geschichte          |                       |
| Rzeszów                                     | Podkarpackie Karpatenvorland        | Neustadtsynagoge                         | 1712   |          | Heute Kulturzentrum                                                                |                       |
| Gmina Wielkie Oczy                          | Podkarpackie Karpatenvorland        | Synagoge                                 | 1910   |          | Heute Bibliothek                                                                   |                       |
| Woiwodschaft Kleinpolen                     |                                     |                                          |        |          |                                                                                    |                       |
| Andrychów                                   | Małopolskie Kleinpolen              | Synagoge                                 | 1895   | 1939     | November 1939 von deutschen Besatzern zerstört                                     |                       |
| Bobowa                                      | Małopolskie Kleinpolen              | Synagoge                                 | 1756   |          |                                                                                    |                       |
| Brzesko                                     | Małopolskie Kleinpolen              | Synagoge Puszkina-Straße                 | 1904   |          | Heute Stadtbibliothek                                                              |                       |
| Chrzanów                                    | Małopolskie Kleinpolen              | Große Synagoge                           | 1787   | 1940     | Im WK II zerstört                                                                  |                       |
| Chrzanów                                    | Małopolskie Kleinpolen              | Synagoge ulicy 3 Maja 9                  | 1850   |          | Renoviert; heute Kunstgalerie                                                      |                       |
| Czarny Dunajec                              | Małopolskie Kleinpolen              | Synagoge                                 | 1905   |          | Im WK II verwüstet; heute als Lager genutzt                                        |                       |
| Dąbrowa Tarnowska                           | Małopolskie Kleinpolen              | Neue Synagoge                            | 1865   |          | Im WK II verwüstet; heute jüdisches Museum                                         |                       |
| Gorlice                                     | Małopolskie Kleinpolen              | Große Synagoge                           | 1874   |          | Heute geschäftlich genutzt                                                         |                       |
| Grybów                                      | Małopolskie Kleinpolen              | Synagoge                                 | 1909   |          | Nach WK II als Lager genutzt                                                       |                       |
| Kazimierz Krakau-Kasimir                    | Małopolskie Kleinpolen              | Alte Synagoge                            | 1550   |          | Älteste erhaltene Synagoge in Polen                                                |                       |
| Kazimierz Krakau-Kasimir                    | Małopolskie Kleinpolen              | Remuh-Synagoge                           | 1557   |          |                                                                                    |                       |
| Kazimierz Krakau-Kasimir                    | Małopolskie Kleinpolen              | Hohe Synagoge                            | 1563   |          | 1997 Rückgabe an jüdische Gemeinde; für Ausstellungen und Konzerte genutzt         |                       |
| Kazimierz Krakau-Kasimir                    | Małopolskie Kleinpolen              | Popper-Synagoge                          | 1620   |          |                                                                                    |                       |
| Kazimierz Krakau-Kasimir                    | Małopolskie Kleinpolen              | Isaak-Synagoge                           | 1644   |          |                                                                                    |                       |
| Kazimierz Krakau-Kasimir                    | Małopolskie Kleinpolen              | Kupa-Synagoge                            | 1647   |          |                                                                                    |                       |
| Kazimierz Krakau-Kasimir                    | Małopolskie Kleinpolen              | Tempel-Synagoge                          | 1862   |          |                                                                                    |                       |
| Nowy Sącz Neu Sandez                        | Małopolskie Kleinpolen              | Synagoge                                 | 1774   |          | Heute wieder als Synagoge genutzt                                                  |                       |
| Oświęcim Auschwitz                          | Małopolskie Kleinpolen              | Große Synagoge                           | 1873   | 1939     | Von deutschen Besatzern zerstört                                                   |                       |
| Tarnów Tarnow                               | Małopolskie Kleinpolen              | Alte Synagoge                            | 1630   | 1939     | Von deutschen Besatzern angezündet                                                 |                       |
| Tarnów Tarnow                               | Małopolskie Kleinpolen              | Neue Synagoge                            | 1908   | 1939     | Von deutschen Besatzern angezündet                                                 |                       |
| Zakopane                                    | Małopolskie Kleinpolen              | Synagoge                                 | 1937   | 1939     | Von deutschen Besatzern zerstört                                                   |                       |
| Woiwodschaft Kujawien-Pommern               |                                     |                                          |        |          |                                                                                    |                       |
| Brodnica Strasburg in Westpreußen           | Kujawsko-pomorskie Kujawien-Pommern | Synagoge                                 | 1839   | 1938     | Bei den Novemberpogromen niedergebrannt                                            |                       |
| Bydgoszcz Bromberg                          | Kujawsko-pomorskie Kujawien-Pommern | Große Synagoge                           | 1884   | 1939     | Nach deutscher Besetzung abgerissen                                                |                       |
| Bydgoszcz Bromberg                          | Kujawsko-pomorskie Kujawien-Pommern | Synagoge Bydgoszcz-Fordon                | 1832   |          |                                                                                    |                       |
| Chełmża Culmsee                             | Kujawsko-pomorskie Kujawien-Pommern | Synagoge                                 | 1885   | 1939     | Im WK II zerstört                                                                  |                       |
| Gniewkowo Argenau                           | Kujawsko-pomorskie Kujawien-Pommern | Synagoge                                 | 1885   |          |                                                                                    |                       |
| Grudziądz Graudenz                          | Kujawsko-pomorskie Kujawien-Pommern | Synagoge                                 | 1844   | 1940     | Im WK II zerstört                                                                  |                       |
| Inowrocław Hohensalza                       | Kujawsko-pomorskie Kujawien-Pommern | Synagoge                                 | 1908   | 1944     | Gegen Ende von WK II zerstört                                                      |                       |
| Izbica Kujawska                             | Kujawsko-pomorskie Kujawien-Pommern | Synagoge                                 | 1895   |          |                                                                                    |                       |
| Kcynia Exin                                 | Kujawsko-pomorskie Kujawien-Pommern | Synagoge                                 | 1875   | 1939     | Von deutschen Besatzern zerstört                                                   |                       |
| Koronowo Polnisch Krone                     | Kujawsko-pomorskie Kujawien-Pommern | Synagoge                                 | 1875   |          |                                                                                    |                       |
| Lipno Leipe                                 | Kujawsko-pomorskie Kujawien-Pommern | Alte Synagoge                            | 1875   | 1939     | Von deutschen Besatzern zerstört                                                   |                       |
| Lipno Leipe                                 | Kujawsko-pomorskie Kujawien-Pommern | Neue Synagoge                            | 1910   |          | Im WK II verwüstet; renoviert; heute Geschäft                                      | fotopolska.eu 2018    |
| Lubraniec Ludbrantz                         | Kujawsko-pomorskie Kujawien-Pommern | Synagoge                                 | 1750   |          |                                                                                    |                       |
| Radzyń Chełmiński Rehden                    | Kujawsko-pomorskie Kujawien-Pommern | Synagoge                                 | 1880   |          | In 1920er Jahren profaniert                                                        |                       |
| Więcbork Vandsburg                          | Kujawsko-pomorskie Kujawien-Pommern | Synagoge                                 | 1911   | 1939     | Von deutschen Besatzern zerstört                                                   |                       |
| Włocławek Leslau                            | Kujawsko-pomorskie Kujawien-Pommern | Synagoge                                 | 1854   | 1939     | Von deutschen Besatzern zerstört                                                   |                       |
| Woiwodschaft Lebus                          |                                     |                                          |        |          |                                                                                    |                       |
| Dobiegniew Woldenberg                       | Lubuskie Lebus                      | Synagoge                                 | 1858   | 1938     | Bei den Novemberpogromen zerstört                                                  | woldenberg-neumark.eu |
| Gorzów Wielkopolski Landsberg an der Warthe | Lubuskie Lebus                      | Synagoge                                 | 1854   | 1938     | Bei den Novemberpogromen niedergebrannt                                            |                       |
| Gubin Guben                                 | Lubuskie Lebus                      | Synagoge                                 | 1878   | 1938     | Bei den Novemberpogromen niedergebrannt                                            |                       |
| Międzyrzecz Meseritz                        | Lubuskie Lebus                      | Synagoge                                 | 1827   |          | Heute Geschäfts- und Bürohaus                                                      |                       |
| Pszczew Betsche                             | Lubuskie Lebus                      | Synagoge                                 | 1854   |          |                                                                                    |                       |
| Trzciel Tirschtiegel                        | Lubuskie Lebus                      | Synagoge                                 | 1875   |          | Heute Feuerwehrhaus                                                                |                       |
| Żagań Sagan                                 | Lubuskie Lebus                      | Synagoge                                 | 1857   | 1938     | Bei den Novemberpogromen niedergebrannt                                            |                       |
| Zielona Góra Grünberg in Schlesien          | Lubuskie Lebus                      | Synagoge                                 | 1883   | 1938     | Bei den Novemberpogromen niedergebrannt                                            |                       |
| Woiwodschaft Łódź                           |                                     |                                          |        |          |                                                                                    |                       |
| Bełchatów Belchatow                         | Łódzkie Lodz                        | Synagoge                                 | 1893   | 1939     | Im WK II zerstört; nach Krieg Ruine abgerissen                                     |                       |
| Brzeziny                                    | Łódzkie Lodz                        | Synagoge                                 | 1893   | 1939     | Im WK II zerstört                                                                  |                       |
| Inowłódz                                    | Łódzkie Lodz                        | Synagoge                                 | 1825   |          | Im WK II Inneneinrichtung zerstört                                                 |                       |
| Kutno                                       | Łódzkie Lodz                        | Synagoge                                 | 1799   | 1940     | Von deutschen Besatzern abgerissen                                                 |                       |
| Lutomiersk                                  | Łódzkie Lodz                        | Synagoge                                 | 1765   | 1914     | Im WK I zerstört                                                                   |                       |
| Łódź Lodz                                   | Łódzkie Lodz                        | Große Synagoge                           | 1887   | 1939     | Auch als Deutscher Tempel bekannt; von deutschen Besatzern zerstört                |                       |
| Łódź Lodz                                   | Łódzkie Lodz                        | Reicher-Synagoge                         | 1902   |          | Im WK II Salzlager; heute wieder als Synagoge genutzt                              |                       |
| Opoczno                                     | Łódzkie Lodz                        | Synagoge                                 | 1787   |          | In WK II beschädigt; später Kino; heute Firma für Fenster                          |                       |
| Osjaków Osjakow                             | Łódzkie Lodz                        | Synagoge                                 | 1890   |          | Innenausstattung in WK II zerstört; heute Ladengeschäft                            |                       |
| Piotrków Trybunalski Petrikau               | Łódzkie Lodz                        | Große Synagoge                           | 1793   |          | Im WK II verwüstet; 1964/66 renoviert; heute Stadtbibliothek                       |                       |
| Przedbórz                                   | Łódzkie Lodz                        | Synagoge                                 | 1760   | 1939     |                                                                                    |                       |
| Woiwodschaft Lublin                         |                                     |                                          |        |          |                                                                                    |                       |
| Biłgoraj Bilgoraj                           | Lubelskie Lublin                    | Synagoge                                 | 1875   | 1939     | Bei Luftangriff September 1939 zerstört                                            |                       |
| Bychawa                                     | Lubelskie Lublin                    | Synagoge                                 | 1810   |          |                                                                                    |                       |
| Chełm Chelm                                 | Lubelskie Lublin                    | Kleine Synagoge                          | 1914   |          | Heute Restaurant                                                                   |                       |
| Józefów                                     | Lubelskie Lublin                    | Synagoge                                 | 1744   |          | Im WK II verwüstet; danach Laden; heute renoviert und Stadtbibliothek              |                       |
| Kazimierz Dolny                             | Lubelskie Lublin                    | Synagoge (Kazimierz Dolny)               | 1775   |          | Nach Zerstörung im WK II Wiederaufbau; als Kino genutzt; heute leerstehend         |                       |
| Krasnobród                                  | Lubelskie Lublin                    | Synagoge (Krasnobród)                    | 1690   | 1943     | Im WK II zerstört                                                                  |                       |
| Łaszczów                                    | Lubelskie Lublin                    | Synagoge                                 | 1782   |          | Heute Ruine                                                                        |                       |
| Łęczna                                      | Lubelskie Lublin                    | Große Synagoge                           | 1655   |          | Im WK II verwüstet; heute Regionalmuseum                                           |                       |
| Lublin                                      | Lubelskie Lublin                    | Synagoge (Wieniawa)                      | 1825   | 1940     | Im WK II von deutschen Besatzern abgerissen                                        |                       |
| Lublin                                      | Lubelskie Lublin                    | Synagoge in der Chachmei Lublin Jeschiwa | 1930   |          | Im WK II verwüstet; später restauriert                                             |                       |
| Modliborzyce                                | Lubelskie Lublin                    | Synagoge                                 | 1760   |          | Im WK II verwüstet; heute Kulturzentrum                                            |                       |
| Parczew                                     | Lubelskie Lublin                    | Synagoge                                 | 1875   |          | Im WK II verwüstet; danach aufgebaut und als Fabrik genutzt                        |                       |
| Szczebrzeszyn                               | Lubelskie Lublin                    | Synagoge                                 | 1659   |          | Im WK II verwüstet; heute Kulturzentrum                                            |                       |
| Tarnogród                                   | Lubelskie Lublin                    | Synagoge                                 | 1680   |          | Im WK II verwüstet; heute Bibliothek                                               |                       |
| Tomaszów Lubelski                           | Lubelskie Lublin                    | Synagoge                                 | 1620   | 1939     | Von deutschen Besatzern zerstört                                                   |                       |
| Włodawa                                     | Lubelskie Lublin                    | Große Synagoge                           | 1771   |          | Heute Museum                                                                       |                       |
| Zamość                                      | Lubelskie Lublin                    | Synagoge                                 | 1618   |          |                                                                                    |                       |
| Woiwodschaft Masowien                       |                                     |                                          |        |          |                                                                                    |                       |
| Ciepielów                                   | Mazowieckie Masowien                | Synagoge                                 | 1891   |          | Inneres im WK II von deutschen Besatzern zerstört; heute Ruine                     |                       |
| Gąbin Gombin                                | Mazowieckie Masowien                | Synagoge                                 | 1710   | 1939     | Im WK II von deutschen Besatzern zerstört                                          |                       |
| Góra Kalwaria                               | Mazowieckie Masowien                | Synagoge des Gerrer Rebbe                | 1710   |          |                                                                                    |                       |
| Lipsko                                      | Mazowieckie Masowien                | Synagoge Lipsko                          | 1765   | 1939     | Mit einer größeren Anzahl von Menschen darin von deutschen Besatzern abgebrannt    |                       |
| Nasielsk                                    | Mazowieckie Masowien                | Synagoge                                 | 1700   | 1895     | Vor 1900 wegen Baufälligkeit abgerissen                                            |                       |
| Nowe Miasto nad Pilicą                      | Mazowieckie Masowien                | Synagoge                                 | 1780   | 1939     | Im WK II von deutschen Besatzern zerstört                                          |                       |
| Płock Plock                                 | Mazowieckie Masowien                | Kleine Synagoge                          | 1822   |          | Heute jüdisches Museum                                                             |                       |
| Przysucha                                   | Mazowieckie Masowien                | Synagoge                                 | 1777   |          | Größte erhaltene Barocksynagoge in Polen                                           |                       |
| Radom                                       | Mazowieckie Masowien                | Synagoge                                 | 1844   | 1945     | Im WK II verwüstet; Ruine nach Krieg abgerissen                                    |                       |
| Warszawa Warschau                           | Mazowieckie Masowien                | Alte deutsche Synagoge                   | 1802   | 1843     | Durch Neubau der Deutschen Synagoge ersetzt                                        |                       |
| Warszawa Warschau                           | Mazowieckie Masowien                | Deutsche Synagoge                        | 1849   | 1878     | Durch Neubau der Großen Synagoge ersetzt                                           |                       |
| Warszawa Warschau                           | Mazowieckie Masowien                | Große Synagoge                           | 1878   | 1943     | Von deutschen Besatzern zerstört                                                   |                       |
| Warszawa Warschau                           | Mazowieckie Masowien                | Alte Pragaer Synagoge                    | 1819   | 1836     | Durch Neubau der Alten Neu-Praga-Synagoge ersetzt                                  |                       |
| Warszawa Warschau                           | Mazowieckie Masowien                | Alte Neu-Praga-Synagoge                  | 1878   | 1900     | Durch Neubau der Neuen Neu-Praga-Synagoge ersetzt                                  |                       |
| Warszawa Warschau                           | Mazowieckie Masowien                | Neue Neu-Praga-Synagoge                  | 1900   | 1945     | Über den Abriss ist nichts Genaues bekannt                                         |                       |
| Warszawa Warschau                           | Mazowieckie Masowien                | Pragaer Synagoge                         | 1836   | 1961     |                                                                                    |                       |
| Warszawa Warschau                           | Mazowieckie Masowien                | Aron-Serdyner-Synagoge                   | 1875   | 1943     | Von deutschen Besatzern zerstört                                                   |                       |
| Warszawa Warschau                           | Mazowieckie Masowien                | Friedhofssynagoge                        | 1877   | 1943     | Von deutschen Besatzern zerstört                                                   |                       |
| Warszawa Warschau                           | Mazowieckie Masowien                | Hospitalsynagoge                         | 1902   | 1943     | Von deutschen Besatzern zerstört                                                   |                       |
| Warszawa Warschau                           | Mazowieckie Masowien                | Isaak-Alter-Synagoge                     | 1864   |          |                                                                                    |                       |
| Warszawa Warschau                           | Mazowieckie Masowien                | Isaak-Hersz-Jahrman-Synagoge             | 1868   |          | Gebetshaus im Hintergebäude                                                        |                       |
| Warszawa Warschau                           | Mazowieckie Masowien                | Moriah-Synagoge                          | 1908   | 1942     | Synagoge der Zionisten; bei Bombardierung zerstört                                 |                       |
| Warszawa Warschau                           | Mazowieckie Masowien                | Ohel-Mosche-Synagoge                     | 1885   | 1943     | Synagoge der Zionisten; bei Bombardierung zerstört                                 |                       |
| Warszawa Warschau                           | Mazowieckie Masowien                | Polnische Synagoge                       | 1852   | 1943     | Von deutschen Besatzern zerstört                                                   |                       |
| Warszawa Warschau                           | Mazowieckie Masowien                | Schul-Synagoge                           | 1914   |          | 1943 verwüstet; später für jüdisches Theater wiederhergestellt                     |                       |
| Warszawa Warschau                           | Mazowieckie Masowien                | Synagoge (Ulica Targowa)                 | 1874   |          | Gebäude stammt vermutlich von 1794; Teil des Komplexes Museum Warschau-Praga       |                       |
| Warszawa Warschau                           | Mazowieckie Masowien                | Synagoge (Falenica)                      | 1935   |          | Nach WK II zu Wohnhaus umgebaut                                                    |                       |
| Warszawa Warschau                           | Mazowieckie Masowien                | Nożyk-Synagoge                           | 1902   |          |                                                                                    |                       |
| Woiwodschaft Pommern                        |                                     |                                          |        |          |                                                                                    |                       |
| Chojnice Konitz                             | Pomorskie Pommern                   | Synagoge                                 | 1850   | 1939     | Von den deutschen Besatzern zerstört                                               |                       |
| Czersk                                      | Pomorskie Pommern                   | Synagoge                                 | 1850   | 1939     | Von den deutschen Besatzern zerstört                                               |                       |
| Gdansk Danzig                               | Pomorskie Pommern                   | Alte Synagoge                            | 1859   | 1887     | Durch die Große Synagoge abgelöst und Wohnhaus erbaut                              |                       |
| Gdansk Danzig                               | Pomorskie Pommern                   | Große Synagoge                           | 1887   | 1939     | Auf Veranlassung der Behörden abgerissen                                           |                       |
| Gdansk Danzig-Mattenbuden                   | Pomorskie Pommern                   | Polnische Synagoge                       | 1844   | 1938     | Bei den Novemberpogromen niedergebrannt; 1939/40 abgerissen                        |                       |
| Gdansk-Wrzescz Danzig-Langfuhr              | Pomorskie Pommern                   | Alte Synagoge am Markt                   | 1775   | 1887     | Bestand als Synagoge bis 1887; durch Große Synagoge abgelöst                       |                       |
| Gdansk-Wrzescz Danzig-Langfuhr              | Pomorskie Pommern                   | Neue Synagoge                            | 1927   |          | Bei den Novemberpogromen Inneneinrichtung demoliert                                |                       |
| Kwidzyn Marienwerder (Westpreußen)          | Pomorskie Pommern                   | Alte Synagoge                            | 1832   |          |                                                                                    |                       |
| Kwidzyn Marienwerder (Westpreußen)          | Pomorskie Pommern                   | Neue Synagoge                            | 1930   |          | Bei den Novemberpogromen beschädigt; als Wohnhaus wieder aufgebaut                 |                       |
| Malbork Marienburg                          | Pomorskie Pommern                   | Synagoge                                 | 1898   | 1938     | Bei den Novemberpogromen niedergebrannt                                            |                       |
| Słupsk Stolp                                | Pomorskie Pommern                   | Synagoge                                 | 1902   | 1938     | Bei den Novemberpogromen niedergebrannt                                            |                       |
| Sopot Zoppot                                | Pomorskie Pommern                   | Synagoge                                 | 1914   | 1938     | Bei den Novemberpogromen niedergebrannt                                            |                       |
| Woiwodschaft Schlesien                      |                                     |                                          |        |          |                                                                                    |                       |
| Będzin Bendzin                              | Śląskie Schlesien                   | Synagoge                                 | 1881   | 1939     | Zusammen mit dort eingesperrten Juden in Brand gesteckt                            |                       |
| Bielsko-Biała Bielitz                       | Śląskie Schlesien                   | Synagoge                                 | 1881   | 1939     | Von deutschen Besatzern vollkommen zerstört                                        |                       |
| Bielsko-Biała Kunzendorf                    | Śląskie Schlesien                   | Synagoge                                 | 1889   | 1939     | Von deutschen Besatzern vollkommen zerstört                                        |                       |
| Bytom Beuthen                               | Śląskie Schlesien                   | Synagoge                                 | 1869   | 1938     | Bei Novemberpogromen niedergebrannt                                                |                       |
| Chorzów Königshütte                         | Śląskie Schlesien                   | Synagoge                                 | 1874   | 1939     | Von deutschen Besatzern vollkommen zerstört                                        |                       |
| Cieszowa Czieschowa                         | Śląskie Schlesien                   | Synagoge (Cieszowa)                      | 1741   | 1911     | Holzsynagoge; 1911 abgerissen.                                                     |                       |
| Czeladź                                     | Śląskie Schlesien                   | Synagoge                                 | 1925   | 1939     | Von deutschen Besatzern vollkommen zerstört                                        |                       |
| Częstochowa Czenstochau                     | Śląskie Schlesien                   | Neue Synagoge                            | 1909   | 1939     | Von deutschen Besatzern zerstört; Reste 1954 abgetragen                            |                       |
| Gliwice Gleiwitz                            | Śląskie Schlesien                   | Jüdisches Gemeindehaus                   | 1909   |          |                                                                                    |                       |
| Gliwice Gleiwitz                            | Śląskie Schlesien                   | Neue Synagoge                            | 1859   | 1938     | Bei Novemberpogromen niedergebrannt                                                |                       |
| Katowice Kattowitz                          | Śląskie Schlesien                   | Große Synagoge                           | 1900   | 1939     | Von deutschen Besatzern niedergebrannt                                             |                       |
| Krzepice Krippitz                           | Śląskie Schlesien                   | Synagoge                                 | 1820   |          |                                                                                    |                       |
| Mikołów Nikolai                             | Śląskie Schlesien                   | Synagoge                                 | 1816   | 1972     | Im WK II verwüstet; Reste 1972 abgerissen                                          |                       |
| Milówka                                     | Śląskie Schlesien                   | Synagoge                                 | 1882   | 1939     | Im WK II verwüstet, später nicht mehr aufgebaut                                    |                       |
| Mysłowice Myslowitz                         | Śląskie Schlesien                   | Neue Synagoge                            | 1899   | 1939     | Im WK II zerstört                                                                  |                       |
| Pilica Pilitza                              | Śląskie Schlesien                   | Synagoge                                 | 1747   | 1939     | Von deutschen Besatzern vollkommen zerstört                                        |                       |
| Pszczyna Pleß                               | Śląskie Schlesien                   | Synagoge                                 | 1835   |          | Heute Kino                                                                         |                       |
| Racibórz Ratibor                            | Śląskie Schlesien                   | Synagoge                                 | 1889   | 1958     | 1863 vergrößert; bei Novemberpogromen beschädigt; Ruine 1958 abgerissen            |                       |
| Ruda Śląska Ruda O.S.                       | Śląskie Schlesien                   | Synagoge                                 | 1891   | 1939     | Von deutschen Besatzern zerstört                                                   |                       |
| Rybnik                                      | Śląskie Schlesien                   | Synagoge                                 | 1848   | 1940     | Von deutschen Besatzern zerstört                                                   |                       |
| Tarnowskie Góry Tarnowitz                   | Śląskie Schlesien                   | Synagoge                                 | 1864   | 1939     | Von deutschen Besatzern verwüstet; Ruine 1943 abgetragen                           |                       |
| Toszek Tost                                 | Śląskie Schlesien                   | Synagoge                                 | 1836   | 1938     | Bei den Novemberpogromen niedergebrannt; Ruine in 1960er Jahren abgetragen         |                       |
| Ustroń Ustron                               | Śląskie Schlesien                   | Synagoge                                 | 1836   | 1902     | Von deutschen Besatzern zerstört                                                   |                       |
| Wielowieś Langendorf                        | Śląskie Schlesien                   | Synagoge                                 | 1771   |          | Überstand Novemberpogrom, da bereits in Privatbesitz.                              |                       |
| Wodzisław Śląski Loslau                     | Śląskie Schlesien                   | Synagoge                                 | 1771   |          | Bereits seit 1924 keine Nutzung als Synagoge; heute Drogeriemarkt                  |                       |
| Żarki Zarki                                 | Śląskie Schlesien                   | Synagoge                                 | 1870   |          | Heute Kulturhaus                                                                   |                       |
| Zawiercie                                   | Śląskie Schlesien                   | Synagoge                                 | 1880   |          | Im WK II verwüstet; heute Werkstadt                                                |                       |
| Woiwodschaft Westpommern                    |                                     |                                          |        |          |                                                                                    |                       |
| Banie Bahn                                  | Zachodniopomorskie Westpommern      | Synagoge                                 | 1825   |          | 1935 verkauft; zu Wohnhaus umgebaut                                                |                       |
| Białogard Belgard                           | Zachodniopomorskie Westpommern      | Synagoge                                 | 1825   | 1988     | 1938 verkauft; nach WK II Wohnhaus; ca. 1988 angerissen                            |                       |
| Koszalin Köslin                             | Zachodniopomorskie Westpommern      | Synagoge                                 | 1885   | 1938     | Bei den Novemberpogromen niedergebrannt                                            |                       |
| Mirosławiec Märkisch Friedland              | Zachodniopomorskie Westpommern      | Synagoge                                 | 1840   | 1938     | Bei den Novemberpogromen niedergebrannt                                            |                       |
| Szczecin Stettin                            | Zachodniopomorskie Westpommern      | Synagoge                                 | 1875   | 1938     | Bei den Novemberpogromen niedergebrannt                                            |                       |
| Świdwin Schivelbein                         | Zachodniopomorskie Westpommern      | Synagoge                                 | 1880   | 1938     | Bei den Novemberpogromen niedergebrannt und anschließend gesprengt                 |                       |
| Wałcz Deutsch Krone                         | Zachodniopomorskie Westpommern      | Synagoge                                 | 1921   | 1938     | Bei den Novemberpogromen niedergebrannt                                            |                       |